# Heterocerus dayremi
Heterocerus dayremi là một loài bọ cánh cứng trong họ Heteroceridae. Loài này được Peyerimhoff miêu tả khoa học đầu tiên năm 1921.